# 土井敏邦
土井 敏邦（どい としくに、1953年1月8日 - ）は、日本のフリージャーナリスト、フリーライター、映画監督、政治活動家。パレスチナ問題や慰安婦問題、東日本大震災以降の福島県を主に取材している。日本ビジュアル・ジャーナリスト協会会員。

## 経歴
佐賀県旧小城郡牛津町砥川（現・小城市牛津町）生まれ、神奈川県横浜市神奈川区在住。
1965年旧牛津町立砥川小学校（現：小城市立砥川小学校）卒業、1968年旧牛津町立牛津中学校（現・小城市立牛津中学校）卒業。
1971年佐賀県立小城高等学校卒業、医学部への入学を目指して3浪をしていたが叶わず、1974年に広島大学の総合科学部に6月入試によって1期生として入学。在学中も医学部への進学という夢を断ち切れず仮面浪人を行っていたが断念した。広島大学在学中はほとんど講義に出席せず無為に過ごし、飲酒で荒れた生活を送っていたと述懐している。広島大学の比較文化研究コース在学中、ガボン、ケニア、ウガンダ、タンザニア、ザイールなど世界を放浪するなかで1978年にイスラエルのキブツに半年ほど滞在。期間中にガッザ地区を訪ねたことがきっかけでパレスチナ問題に関心を抱く。広島大学に復学してから、マルクス主義者であり日本共産党の党員であった芝田進午を指導教授として卒業論文「パレスチナ人の人権侵害に関する一考察」を仕上げ1981年に卒業した。
大学卒業の半年後、フォトジャーナリストの広河隆一が編集長を務めていた月刊誌「フィラスティン・ビラーディ」（発行：パレスチナ解放機構（PLO）駐日代表部）の記者となる。以降朝日ジャーナル嘱託記者などを経てフリー。1985年、初めてジャーナリストとしてパレスチナに渡航し、ヨルダン川西岸地区を取材。以後断続的に延べ5年以上、イスラエルとその占領地（パレスチナ）の難民キャンプや村に滞在して取材を行った。
また、出生地の地名「砥川」にちなみ「砥川春樹」というペンネームで執筆活動を行っていた。当時の日本ではパレスチナといえば日本赤軍の印象が強く、公安の調査対象だったためと述べている。
また1986年からのべ12カ月間、アメリカ各地でユダヤ人、パレスチナ人を取材し、後に『占領と民衆：パレスチナ』、『アメリカのユダヤ人』、『アメリカのパレスチナ人』の三部作を完成させた。
1989年4月から広島YMCAビジネス専門学校の英語教師に就く。同年6月天安門事件が起こると、授業の一環として座り込みデモに生徒を連れて参加し問題視された。
1990年追加取材でアメリカ滞在中にイラクのクウェート侵攻が起こり、在米ユダヤ人社会とアラブ人社会の反応を『朝日ジャーナル』に寄稿する。翌年1月の湾岸戦争では同誌の特派員として、イスラエルで占領地のパレスチナ人とイスラエル国民の反応を取材し連載。3月から2カ月間、NHKスペシャル「アメリカのパレスチナ人」制作をコーディネイト。
1993年のパレスチナ暫定自治合意を機に再びパレスチナのガザ地区の難民キャンプやイスラエル国内に長期滞在し取材、ETV特集「失業と解放の1年-パレスチナ難民エルアグラ家の場合」（1994年）「パレスチナ和平の陰で──ある家族の6年」（1999年）、また「ニュースステーション」（テレビ朝日系列）の特集で6回にわたって現地報告。
2010年6月5日朝に脳梗塞を発症して入院するが、会話のできる状態に病状が治まった。2015年には、日本軍慰安婦に関するドキュメンタリー映画『“記憶”と生きる』の公開やトークショーを行った。長年にわたって制作してきた様々な映像作品を、より多くの人に視聴してもらうため2016年12月5日に「土井敏邦オンライン・ショップ」を立ち上げている。

## 日本における活動
また日本国内に関する映画では、東京都教育委員会の職務命令による君が代斉唱の監視・強制を拒否する3名の教師（根津公子、佐藤美和子及び土肥信雄）の姿を記録する映画『“私”を生きる』を制作し、2010年に「座・高円寺ドキュメンタリーフェスティバル奨励賞」を受賞し、2011年に「山形国際ドキュメンタリー映画祭」に正式出品した。そして、土井は根津に対して親近感を抱いているということを表明した。
その後、東日本大震災及び福島第一原子力発電所の事故に関する映画として2012年に『飯舘村 放射能と帰村』を制作し、「ゆふいん文化・記録映画祭 第5回 松川賞」を受賞した。そして同作の英語版としてThe Town of Iitate Radiation and the Return Homeを制作した。さらに2018年に福島第一原発事故に関するドキュメンタリー映画『福島は語る』をリリースし、被災者の人生に多大な悪影響をもたらした日本の原子力業界に対してだけではなく、福島産の食料を摂取することを忌避するうごきに対しても批判している。
そして、2020年3月には『福島を語る』の完全版を様々な映画館で上映し、自ら講演を行う場合もあった。しかし福島の被災者に対する取材において、対象者の許諾を得ないまま記事や写真を無断で公開したことに対して謝罪した。
土井は日本軍「慰安婦」とされた朝鮮人の問題に関しても深い関心を抱き、2015年にはドキュメンタリー映画『“記憶”と生きる』を制作した。この映画の製作直後にはトークショーが実施され、全国的に自主上映が行われている。この映画は北原みのりから称賛され、2017年4月15日にはさいたま市のチネマ・カプチーノにおいてさいたま市教育委員会の後援により自主上映が実施予定だったが、この映画には慰安婦に関する歴史的な事実関係に誤りがありかつ政治的に極めて偏向しているという抗議を多数の市民から受けたことにより、さいたま市教育委員会による後援は取り下げられた。なおチネマ・カプチーノにおける自主上映は予定通り実施された。
また、他の女優らによる芸術活動に関しても積極的に支援している。具体的には、女優の秋田遥香が2018年に『白い花を隠す』と称する演劇を行った際に、土井は北原みのりとともにアフター・トークを行った。
土井は日本においてフリージャーナリストがシリアやイラクなどの紛争地に渡航して取材することに対して日本の世論が極めて批判的になっていることに対して警鐘を鳴らし、2015年1月にイスラム国のテロリストが湯川遥菜及び後藤健二両氏を殺害した直後に、フリーの写真家がシリアに渡航しようと計画していたが外務省から旅券を没収されたことをきっかけとして、他のフリージャーナリストとともに「危険地報道を考えるジャーナリストの会」を立ち上げ、シリアやイラクなど紛争地に渡航して取材するフリージャーナリストの活動の意義や重要性を主張している。
また、日本の政治に関しても社会的発言や社会的活動を行っており、例えば「特定秘密保護法の違憲確認と施行差し止めを求める訴訟」の原告として名を連ねている。
なお、パレスチナ問題を取材対象とするジャーナリストの広河隆一に対して敬意を示してきた。広河隆一による女性に対する性暴力が明らかになり、激しく批判された際にも、土井は『週刊文春』誌による報道以前から広河による女性に対する深刻な性暴力を知っているが広河を批判や告発することせずに沈黙し、広河隆一の業績を否定すべきではないと強く主張し、広河を擁護した。しかしその後の言動に疑問を抱き、公開書簡を発表し真摯な応答を求めている。

## 米国における活動
2020年に実施された米国大統領選挙により、2021年1月20日にジョー・バイデンの「就任」に伴い、ドナルド・ジョン・トランプ米大統領を酷評し、バイデン及びバイデンに対して好意的に報道した米国報道機関の報道を高く評価した。

## 東アジア及び東南アジア諸国における活動
アジアでは、1982年の「教科書問題」を機に在韓被爆者を取材、1991年には韓国民主化運動の元学生指導者たちのその後を、さらに1994年から1998年まで韓国の元慰安婦たちの現状を追い、NHKのETV特集「『分かち合い（ナヌム）の家』のハルモニたち」、NHK・BS特集「戦争・心の傷の記憶」で元慰安婦、姜徳景の半生を描いたドキュメンタリーを制作。1996年、タイ北部の農村でエイズ孤児を取材しETV特集「タイのエイズ孤児たち」を放映、翌年、ベトナムで性的暴行を受けるストリートチルドレンの少女たちを追い、ETV特集「傷つけられる少女たち-ベトナム・ストリートチルドレン物語」を制作。
また、フィリピンを取材し「輸出されるフィリピン人出稼ぎ労働者たち」と称するルポルタージュを執筆し、それは「朝日ジャーナル・ノンフィクション大賞」の入賞作となった。
土井はインドに関しても関心を抱き、1990年6月に広島創価学会の「聖教文化講演会」の「広島学」の一環として「南インドレポート－社会活動家フェリックスの夢」と称する講演を実施した。
1998年からはタイ・ミャンマー国境の密林地帯や日本国内で民主化活動を続けるミャンマー人青年たちを取材し、ETV特集「密林キャンプからの報告─タイ・ミャンマー国境地帯」を、7月には「在日ビルマ人の民主化活動家・ティンチー」（日本テレビ「きょうの出来事」）を放映。さらに、日本政府の難民政策を追及した「『難民』が直面するニッポンの壁」「傷つけられる難民申請者たち」（いずれもTBS「報道特集」）「強制送還された難民申請者」（日本テレビ「きょうの出来事」）を制作。2013年、日本で生活しているミャンマー人に関するドキュメンタリー映画『異国に生きる』を横井朋広とともに作成した。この映画は「文化庁映画賞 文化記録映画優秀賞」を受賞した。

## パレスチナにおける活動
2000年秋、パレスチナで第二次インティファーダ（民衆蜂起）が始まって2ヵ月後の2005年12月から2ヵ月間、イスラエル、パレスチナ自治区のヨルダン川西岸とガザ地区に滞在し、イスラエル、パレスチナ両面から取材、NHK・ETV特集で「イスラエル・パレスチナからの報告」（2夜連続）を放映、第1部はエルサレム問題をテーマにした「憎悪の震源地・エルサレム」、第2部はテロで娘をパレスチナ人に殺戮されながらも和平を求めるイスラエル人夫婦が、イスラエル兵士に息子を殺されたパレスチナ人との対話を描いた「平和への詩（うた）」。
2002年以後もパレスチナ・イスラエル取材を継続し、ガザ地区最南端の街ラファでの家屋破壊、ナーブルス市郊外のバラータ難民キャンプのイスラエル軍の包囲、ジェニーン難民キャンプでの虐殺、分離壁、イスラエル軍のラファ侵攻、ガザのユダヤ人入植地撤退などについてNHK、TBSテレビ、日本テレビなどで放映、また複数の著書、雑誌記事などで発表した。
パレスチナ・イスラエル取材結果を数本のドキュメンタリー映画にまとめ、2009年に劇場公開された『沈黙を破る』は、2009年度（第83回）キネマ旬報ベスト・テン 文化映画部門 第1位、2009年度日本映画ペンクラブ会員選出・文化映画ベスト1、第9回石橋湛山記念早稲田ジャーナリズム大賞公共奉仕部門大賞を獲得した。また、ガザ地区に関して取材を行い、第一部は「ラジ・スラーニの道」、第二部「2つのインティファーダ」、第三部「ハマスの台頭」、第四部「封鎖」、第五部「ガザ攻撃」という五部作である『ガザに生きる』という映画をカンパを受けて制作した。
イスラエルの戦闘行為に厳しい態度を取ることが多いため、イスラエルでのプレスカード取得（これがないと、イスラエル側からのガザ地区入りはできない）はしばしば難航した。しかし最終的には取材許可は下りていた。しかし2009年8月23日、西エルサレムのイスラエル情報省プレスオフィスでプレスカード取得を申請した際には、ついにプレスカード取得は許可されなかった。担当係官は、「以前にも警告したはずだが、プレスカードは報道機関の関係者に出すもので、ドキュメンタリー制作には基本的には出せない」と主張した。10月、今度は日本の報道機関からAssignment letter（委任状、付与状）を得た上で、現地特派員を介して取材を申請した。しかしプレスオフィスは「日本のイスラエル大使館の推薦が必要だ」と主張したため、土井はイスラエル大使館を訪問して取材目的を説明した。大使館は推薦に同意したが、結局取材許可は下りなかった。その後、ユダヤ人入植地の地元紙『イスラエル・ナショナル・ニューズ』で、プレスオフィスのダニー・シモン代表の発言として、「イスラエルは、事実を伝えない反ユダヤ主義のジャーナリストは認めないと語った。シモン氏は、意図的に虚偽を伝え、ハマスの犯罪を隠蔽するための“イチジクの葉”の役割を果たしているジャーナリストたちがいると強調した」と報じた。すなわち、土井は「反ユダヤ主義者」であるとイスラエル取材当局にみなされたのだろうと推定し、報道規制に対して抗議した。
ジャーナリストとしてイスラエルに対しては批判的である。長澤榮治をはじめとする中近東研究者や大学院生との密接な対人関係があり、しばしば共同でシンポジウムを行っている。しかしながらアラビア語及びヘブライ語に関して通訳を介して取材している。
土井はパレスチナ人の弁護士ラージー・アッ＝スーラーニーとの人脈をいかし、写真や映像を駆使しながら日本の市民社会に対してわかりやすくイスラエル、ユダヤ人、ユダヤ教に対して批判的な講演活動を精力的に行っている。さらに、2014年夏季は極めて治安が悪い中ガザ地区を取材し『ガザ攻撃 2014年夏』というドキュメンタリー映画を制作した。さらに、土井は2014年10月にガザ地区に在住しているラージー・アッ＝スーラーニーを日本に招聘し、ガザ地区における現状に関して講演を行い、福島の現状を視察した。
また、2017年5月にもラージー・アッ＝スーラーニーを招聘して早稲田大学において講演を行うことを企画していたが、ラージー・アッ＝スーラーニーはガッザ地区から移動することが不可能であったためスカイプを用いた講演を実施した。さらに、土井は2017年9月にハ・アレツ紙のイスラエル人ジャーナリストのアミラ・ハスを来日させ、アミラ・ハスによる沖縄や福島などの取材と、アミラ・ハスによる沖縄、東京、京都及び広島における講演を実施した。日本におけるパレスチナ研究者らとの密接な人脈や協力関係を構築し、彼らとのコラボレーションを伴う長年にわたるガッザ地区を中心としたパレスチナに関する貴重な映像記録を残した取材活動や、日本における報道や市民活動が高く評価されたことにより、2016年に「大同生命地域研究特別賞」を受賞した。さらに、土井は2018年9月1日に日比谷においてヘブロンをはじめとするヨルダン川西岸地区に関する最新のドキュメンタリー映画を発表し、中近東研究者をはじめとしてパレスチナ問題に関心がある日本の市民社会に対して大々的な反響をもたらした。ただし、土井敏邦は2021年現在に至るまでゴラン高原の取材や報道を行っていない。

## イラクにおける活動
イラク戦争直後から4度にわたりイラクを取材し、とりわけ2004年5月には「ファルージャ侵攻」直後の現場を取材した。その結果はTBSテレビのニュースや岩波ブックレットなどで報告した。2005年4月にはドキュメンタリー映像「ファルージャ 2004年4月」を完成、2005年9月にはイタリアのミラノ映画祭で上映されるなど、アメリカやヨーロッパ各地で上映されている。

## 著作

### 単著
- 『占領と民衆：パレスチナ』（晩聲社、1988年。）ISBN 9784891881726
- 『アメリカのユダヤ人』（岩波書店〈岩波新書〉、1991年。）ISBN 9784004301677
- 『アメリカのパレスチナ人』（すずさわ書店、1991年。）ISBN 9784795405370
- 『炎となりて：新・韓国を拓いた若者たち』（三一書房、1994年。）ISBN 9784380942112
- 『「和平合意」とパレスチナ：イスラエルとの共存は可能か』（朝日新聞社〈朝日選書〉、1995年。）ISBN 9784022596376
- 『パレスチナ　ジェニーンの人々は語る：難民キャンプイスラエル軍侵攻の爪痕』（岩波書店〈岩波ブックレット〉、2002年。）ISBN 9784000092838
- 『現地ルポ パレスチナの声、イスラエルの声：憎しみの“壁”は崩せるのか』（岩波書店、2004年。）ISBN 9784000244237
- 『米軍はイラクで何をしたのか：ファルージャと刑務所での証言から』（岩波ブックレット、2004年。）ISBN 978-4-00-009331-6
- 『パレスチナはどうなるのか』（岩波ブックレット、2007年。）ISBN 9784000094139
- 『沈黙を破る：元イスラエル軍将兵が語る“占領”』（岩波書店、2008年。）ISBN 9784000238496
- 『ガザの悲劇は終わっていない：パレスチナ・イスラエル社会に残した傷痕』（岩波ブックレット、2009年。）ISBN 9784000094627
- 『“記憶”と生きる：元「慰安婦」姜徳景の生涯』大月書店、2015年。ISBN　978-4-272-52106-7
- 『ガザからの報告：現地で何が起きているのか』岩波ブックレット、2024年7月。ISBN　978-4-00-271096-9

### 共著
- 日本ビジュアル・ジャーナリスト協会編『フォトジャーナリスト13人の眼』[51]（集英社新書、2005年。）ISBN 978-4-08-720303-5
- 危険地報道を考えるジャーナリストの会編『ジャーナリストはなぜ「戦場」に行くのか：取材現場からの自己検証』（集英社新書、2015年。）ISBN 9784087208139
- 安田純平・危険地報道を考えるジャーナリストの会『自己検証・危険地報道』（集英社新書、2019年。）ISBN　978-4-08-721089-7

### その他
- 新谷のり子『反戦歌：唄うこと、そして生きること』構成：土井敏邦[52]（ぴいぷる社、1993年。）ISBN 9784893740816

### 映像作品
- 『沈黙を破る(土井敏邦・ドキュメンタリー「届かぬ声―パレスチナ・占領と生きる人びと」4)』（市販DVD）（製作・シグロ／発売・トランスビュー）ISBN 9784901510806
  - 　第83回キネマ旬報ベストテン：文化映画部門1位）
- 『“私”を生きる』（2010年 138分）
- 『異国に生きる 日本の中のビルマ人』（2012年 100分）
- 『飯舘村 放射能と帰村』（2012年 59分）
- 『ガザに生きる』（2012年）
- 『ガザ攻撃 2014年夏』（2014年 90分）
- 『“記憶”と生きる』（2015年 215分）
- 『ヘブロン』（2018年）
- 『ヨルダン渓谷』（2018年）
- 『南ヘブロン』（2018年)
- 『福島は語る』（2018年 全章版330分 短縮版171分)
- 『パレスチナからフクシマへ』（2018年 56分）
- 『アミラ・ハス イスラエル人記者が語る占領』(2019年)
- 『愛国の告白 沈黙を破る・Part2』(2022年)
- 『津島 福島は語る・第二章』(2024年)
- 『ガザからの報告』(2024年)